# God Hates Us All
God Hates Us All est le neuvième album studio du groupe de thrash metal américain Slayer.
Albums de Slayer
Diabolus in Musica
(1998) Eternal Pyre
(2006)

## Histoire de l'album
L'album devait s'appeler au début Soundtrack to the Apocalypse, mais Tom Araya a suggéré qu'il serait préférable de garder ce nom pour un box-set, que le groupe a sorti en 2003
Malgré des avis très divergents, voire parfois négatifs à propos de l'album, God Hates Us All a atteint la 28e place au classement Billboard 200.
Le guitariste soliste du groupe, Kerry King, est le principal compositeur de l'album (environ 80 % des paroles et de la musique de l'album ont été composées par lui). Pour les paroles de God Hates Us All, King a souhaité donner une approche différente par rapport aux premiers albums du groupe, tout en gardant les thèmes d'anti-religion, de meurtre et de vengeance, habituels au groupe. Simplement, l'approche est plus réaliste.[Quoi ?]
L'album présente certaines nouveautés au niveau des instruments, principalement des guitares. En effet, pour la première fois dans leur discographie, Slayer a utilisé dans deux titres (Warzone et Here Comes the Pain) des guitares à 7 cordes. C'est également le premier album où la guitare est accordée en drop B.
Bien que restant dans le thrash metal, God Hates Us All invoque des influences groove metal et nu metal, comme sur l'album précédent, même si God Hates Us All met plus l'accent sur le thrash metal qui a fait le succès et la renommée de Slayer, une sorte de retour partiel aux sources après les « expérimentations » de Diabolus in Musica.
Le titre Disciple a été nommé aux Grammy Awards.
Au cours de l'année 2002, une version limitée de l'album est sortie, incluant deux titres supplémentaires, Scarstruck et Addict, ainsi que les videos de Raining Blood et Bloodline et une interview du groupe.
Il s'agit du quatrième album enregistré avec le batteur Paul Bostaph avant son départ de Slayer. Il sera le dernier avant que Bostaph ne réintégre le groupe en 2013 et participe à l'enregistrement de Repentless, dernier album du groupe sorti en 2015.
Sorti le 11 septembre 2001, la publicité dont il a fait l'objet est passée au second plan compte tenu des événements du moment.

## Composition
- Tom Araya - basse, chant
- Jeff Hanneman - guitare
- Kerry King - guitare
- Paul Bostaph - batterie

## Liste des morceaux
1. Darkness of Christ - 1:30
2. Disciple - 3:35
3. God Send Death - 3:47
4. New Faith - 3:05
5. Cast Down - 3:26
6. Threshold - 2:29
7. Exile - 3:55
8. Seven Faces - 3:41
9. Bloodline - 3:36
10. Deviance - 3:08
11. War Zone - 2:45
12. Here Comes The Pain - 4:29
13. Payback - 3:05

### Édition collector
1. Darkness of Christ - 1:30
2. Disciple - 3:35
3. God Send Death - 3:47
4. New Faith - 3:05
5. Cast Down - 3:26
6. Threshold - 2:30
7. Exile - 3:55
8. Seven Faces - 3:42
9. Bloodline - 3:20
10. Deviance 3:08
11. War Zone - 2:45
12. Scarstruck - 3:30
13. Here Comes the Pain - 4:32
14. Payback - 3:05
15. Addict - 3:42
16. Darkness of Christ (DVD Intro video) - 1:30
17. Bloodline - 3:40
18. Raining Blood (video live)
19. Interview